# Helmuth Ortmann
Helmuth Ortmann, auch Pseudonym Helmuth Ten Moor, (* 11. Oktober 1889 als Hellmuth Hermann Henry Ortmann in Berlin; † 19. Februar 1953 in Nienburg/Weser) war ein deutscher Schriftsteller und Drehbuchautor.

## Leben und Wirken

### Die frühen Jahre
Der Sohn des Schriftstellers und Dramaturgen Reinhold Ortmann (1859–1929) und seiner Frau Luise, geb. Huthmann, sorgte bereits als Elfjähriger für Zeitungsschlagzeilen, als er Anfang Dezember 1900 in Berlin ohne ersichtlichen Grund verschwand, jedoch nach nur einem Tag im kränklichen Zustand wieder auftauchte. Helmuth Ortmann folgte später den Spuren seines Vaters und veröffentlichte schon als sehr junger Mann zwei Romane (Egoisten [1908], Gründer [1911]). Für Zeitungen wirkte er (im Ersten Weltkrieg) unter dem Pseudonym Helmuth Ten Moor auch als Feuilletonist. Offensichtlich studierte er zu dieser Zeit, in Zeitungsartikeln wird er nach 1918 gelegentlich auch als Dr. Helmuth Ortmann geführt.

### Als Drehbuchautor beim Film
Zum Ende des Krieges gelang Ortmann der Sprung zum Film, als ihn Jules Greenbaum 1918 für seine Produktionsfirma (Jaap Speyers Inszenierung Die Kraft des Herzens) einstellte. Es folgten Verpflichtungen für diverse kleinere Firmen im kommenden Jahr. Zu Beginn des darauffolgenden Jahrzehnts verfasste er eine Fülle von Drehbüchern zu kostengünstigen Unterhaltungsproduktionen – vor allem zu Sensationsgeschichten und Melodramen –, die zwar ihr Publikum fanden, aber kulturhistorisch unbedeutend sind. Kurz darauf wirkte er auch mehrere Jahre lang als Dramaturg für Richard Eichbergs Produktionsfirma, deren Hausautor Ortmann wurde und für die er besonders erfolgreich Lustspielstoffe mit Eichberg-Gattin Lee Parry in der Hauptrolle (Fräulein Raffke, Die schönste Frau der Welt, Die Motorbraut, Die Frau mit dem Etwas, Luxusweibchen) schrieb.

### Die späten Jahre und Privates
Nach seiner Trennung von Eichberg 1925 reduzierte Helmuth Ortmann seine filmische Tätigkeit merklich und kehrte schließlich zur Schriftstellerei (Kindergedicht „Der Wassermann“) zurück. Für den Tonfilm steuerte er nur noch ein Manuskript – gemeinsam mit Ludwig von Wohl das Drehbuch zu der Wintersportkomödie Abenteuer im Engadin – bei. Sein angekündigter Drehbuchentwurf für die Komödie Lärm um Weidemann von 1935 wurde offensichtlich nicht umgesetzt. 1937 ist ein Rundfunkbeitrag Ortmanns in Prag dokumentiert, danach verliert sich seine Spur. Helmuth Ortmann war von 1910 bis zu deren Tod 1946 mit Gertrud Reiß verheiratet. Ende 1946 ehelichte er eine Hanne Gläser.

## Filmografie
- 1918: Die Kraft des Herzens
- 1919: Goldfieber
- 1919: Die Geächteten
- 1919: Die ungültige Ehe
- 1920: Die Tragödie eines Großen
- 1920: Der verflixte Aberglaube
- 1920: Die Augen als Ankläger
- 1920: Satans Peitsche
- 1920: Das Haus des Schreckens
- 1920: Die Schuld des Andern
- 1921: Die Ehe der Hedda Olsen
- 1921: Der lebende Propeller
- 1921: Die rote Nacht
- 1921: Die Bettelgräfin vom Kurfürstendamm
- 1922: Das Spielzeug einer Dirne
- 1922: Das Straßenmädchen von Berlin
- 1922: Monna Vanna
- 1922: Die Tochter des Wucherers
- 1923: Fräulein Raffke
- 1924: Die schönste Frau der Welt
- 1924: Die Motorbraut
- 1925: Luxusweibchen
- 1925: Leidenschaft
- 1925: Der Liebeskäfig
- 1925: Frauen, die man oft nicht grüßt
- 1925: Die Frau mit dem Etwas
- 1925: Die Kleine vom Bummel
- 1926: Die Unschuld ohne Kleid
- 1928: Evas Töchter
- 1932: Abenteuer im Engadin